# Alyssum euboeum
Alyssum euboeum là một loài thực vật có hoa trong họ Cải. Loài này được Halácsy mô tả khoa học đầu tiên năm 1900.